# 竹脇献
竹脇献（たけわき けん、1963年7月30日 - ）はフリーランスのフォトグラファー。東京生まれ。
1987年日本大学芸術学部卒業。1991年、葉山サンライトギャラリーで個展“pumice stones”を開催。1999年イングランド南部に移転。2000年より Michael Hall Gardenにて研修生としてバイオダイナミック農法を学んだ。2004年から2007年まで Michael Hall Schoolにアシスタントガーデナーとして勤務。ガーデナーとして、野菜、ハーブ、果樹の生産に従事。2007年帰国後は茨城県石岡市のスワラジセミナーハウスに居住して耕作。ナショナル麻布スーパーマーケットなどで“TAKE Bio-veggies”のブランドで野菜を販売。2010年より2013年には岩手県岩泉町のなかほら牧場再構築プロジェクトに参画し、牧場内に自然栽培耕作地を開墾した。2013年には東京六本木に“the MIDTOKYO gallery”をオープンした。ギャラリーの運営中は神奈川県横須賀市秋谷、山梨県上野原市などに通って耕作した。